# Nevada
Nevada (englisch nəˈvædə oder nəˈvɑdə) ist ein Bundesstaat im Westen der Vereinigten Staaten von Amerika, der teilweise auch zu den Mountain West- und Southwestern-States gezählt wird. Er grenzt im Nordwesten an Oregon, im Nordosten an Idaho, im Westen an Kalifornien, im Südosten an Arizona und im Osten an Utah. Nevada ist der nach Fläche siebtgrößte, mit rund 3,3 Millionen Einwohnern der 32. bevölkerungsreichste und auf Platz neun der am dünnsten besiedelten Bundesstaaten. Große Teile des Staates bestehen aus kargen, unfruchtbaren Wüsten- und Berglandschaften als Teil des Great Basins, weshalb die Bevölkerung sich auf wenige Städte konzentriert. Fast drei Viertel der Bevölkerung Nevadas leben im Clark County, zu dem der Großraum von Las Vegas gehört, welcher drei der vier größten Städte des Bundesstaates einschließt. Die Hauptstadt Nevadas ist Carson City. Weitere bedeutende Städte sind Reno, Elko, Winnemucca, sowie die Grenzorte Primm und Mesquite.
Nevada ist offiziell als „Silver State“ bekannt, da Silber für seine Geschichte und Wirtschaft von großer Bedeutung ist. Es ist ebenfalls als „Battle Born State“ bekannt, da es während des Bürgerkriegs den Status eines Bundesstaates erlangte; dank der Präsidentschaft von Abraham Lincoln profitierte die Union enorm von der Unterstützung des neu verliehenen Status als Bundesstaat durch die Finanzspritze von fast 400 Millionen Dollar in Silbererz, das zu dieser Zeit aus der Comstock Lode gewonnen wurde. Der Name des Bundesstaates bedeutet auf Spanisch „verschneit“ und bezieht sich auf die zahlreichen Bergketten Nevadas, die im Winter mit Schnee bedeckt sind und dazu beitragen, dass Nevada zu den Bundesstaaten mit der höchsten durchschnittlichen Höhe in den USA gehört. Nevada ist außerdem der trockenste Bundesstaat der USA, da er sowohl im Regenschatten der Sierra Nevada liegt als auch eine der höchsten Sonneneinstrahlungen aller US-Bundesstaaten aufweist und daher größtenteils aus Wüste und Halbwüste besteht. Nevada umfasst den größten Teil des Great Basin sowie einen großen Teil der Mojave-Wüste. Im Jahr 2020 wurden 80,1 % der Fläche des Bundesstaates von verschiedenen zivilen und militärischen Behörden der US-Bundesregierung verwaltet.
Vor der Ankunft der ersten Europäer bewohnten Indianer der Stämme der Paiute, Shoshone und Washoe das heutige Nevada. Die ersten Europäer, die diese Region erkundeten, waren Spanier, die das Gebiet kolonisierten und zu einem Teil Alta Californias und Nuevo Méxicos innerhalb des Vizekönigreichs Neuspanien machten, das 1821 als Mexiko seine Unabhängigkeit erlangte. Die Vereinigten Staaten annektierten das Gebiet 1848 nach ihrem Sieg im Mexikanisch-Amerikanischen Krieg und es wurde 1850 als Teil des Territoriums von New Mexico und Utah eingegliedert. Die Entdeckung von Silbervorkommen in der Comstock Lode bei Virginia City im Jahr 1859 führte zu einem Bevölkerungsboom, der 1861 zur Gründung des Nevada-Territoriums führte. Am 31. Oktober 1864 trat Nevada schließlich als 36. Bundesstaat der Union bei.
Nevada ist bekannt für seine relativ liberalen Gesetze. War Nevada im Jahr 1940 mit etwas mehr als 110.000 Einwohnern noch der mit Abstand am dünnsten besiedelte Bundesstaat, machten die Legalisierung des Glücksspiels und die liberalen Ehe- und Scheidungsgesetze Nevada im 20. Jahrhundert zu einem immer bedeutsameren Touristenziel, was dem Wüstenstaat einen rasanten Aufschwung ermöglichte. Nevada ist der einzige US-Bundesstaat, in dem Prostitution legal ist, obwohl sie in den bevölkerungsreichsten Regionen – Clark County (Las Vegas), Washoe County (Reno) und Carson City (das als unabhängige Stadt nicht zu einem County gehört) – weiterhin illegal ist. Die Tourismusbranche ist nach wie vor der größte Arbeitgeber in Nevada. Las Vegas zählt zu den meistbesuchten Städten der Welt. Abseits der großen Städte sind der Lake Tahoe an der Grenze zu Kalifornien und die Black Rock Desert als Austragungsort des Burning Man Festivals beliebte Touristenattraktionen. Doch auch der Bergbau stellt einen bedeutenden Wirtschaftszweig dar: So ist Nevada u. a. der viertgrößte Goldproduzent der Welt.
Überregional bekannt wurde Nevada außerdem für seine Funktion als Kernwaffentestgebiet im 20. Jahrhundert. Die Nevada Test Site, nordwestlich der Stadt Las Vegas, wurde 1951 für die Erprobung von Kernwaffen gegründet. Das Gelände umfasst etwa 3.500 km² Wüsten- und Berggebiet. Die Atomtests starteten im Januar 1951 und wurden bis Juli 1962 noch oberirdisch durchgeführt; die unterirdischen Waffentests wurden bis September 1992 fortgesetzt. Neben der Nevada Test Site gibt es zahlreiche weitere militärische Sperrgebiete, darunter die weltberühmte Area 51.
Die durch den Klimawandel beeinflussten Dürren in Nevada haben an Häufigkeit und Schwere zugenommen und belasten die Wasserversorgungssicherheit Nevadas zusätzlich. Dennoch gehört Nevada zu den Vorreitern bei der Anpassung an den Klimawandel, unter anderem durch die Klimaforschung am Desert Research Institute, umfangreiches Wasserrecycling im Großraum Las Vegas, von den Wählern beschlossene Investitionen in Solarenergie, die Ansiedlung führender Ressourcen für die Herstellung von Elektrofahrzeugen im größten Industriepark der USA und die Erschließung der größten Lithiummine der USA für die Verwendung in Elektrobatterien.

## Name
Nevada ist nach dem spanischen Wort für Schnee benannt (spanisch sierra nevada für „schneebedeckte Bergkette“). Der Beiname des Bundesstaates ist Silver State („Silberstaat“).
Der Name des Bundesstaats wird im lokalen amerikanischen Englisch mit einem æ als zweitem Vokal ausgesprochen. Von staatlicher Seite wird keine bestimmte Aussprache verlangt.
Die Aussprache mit einem ɑ wird von vielen Einheimischen falsch empfunden: „… when it comes to pronouncing the Silver State’s name, it’s us against everyone else on Earth.“ Sie wird besonders bei Politikern negativ vermerkt. Daher bemühen sich Politiker von außerhalb bei Veranstaltungen innerhalb Nevadas um eine korrekte Aussprache des Staatsnamens: „When it comes to campaigning for votes, the least a presidential candidate can do is correctly pronounce the name of the states.“
Das Nevada County in Arkansas ist nach dem Bundesstaat benannt.

## Geographie

### Lage

#### Grenzen
Nevada grenzt an Oregon und an Idaho im Norden, Utah im Osten, Arizona im Südosten und Kalifornien im Westen.
Die Grenze zu Arizona bildet größtenteils der Colorado River. An der Grenze zu Arizona liegt der Hoover Dam.
Bis auf die Stadt West Wendover, die in der Mountain Time Zone liegt, gilt im ganzen Staat die Pacific Time Zone. Dennoch verwenden einige Städte im nordöstlichen Gebiet Nevadas auf inoffizieller Basis die Mountain Time Zone.

#### Gliederung
Nevada ist in 16 Verwaltungsbezirke (Countys), eingeteilt, dies schließt auch die Stadt Carson City ein, die einem County gleichgestellt ist.

### Landschaften

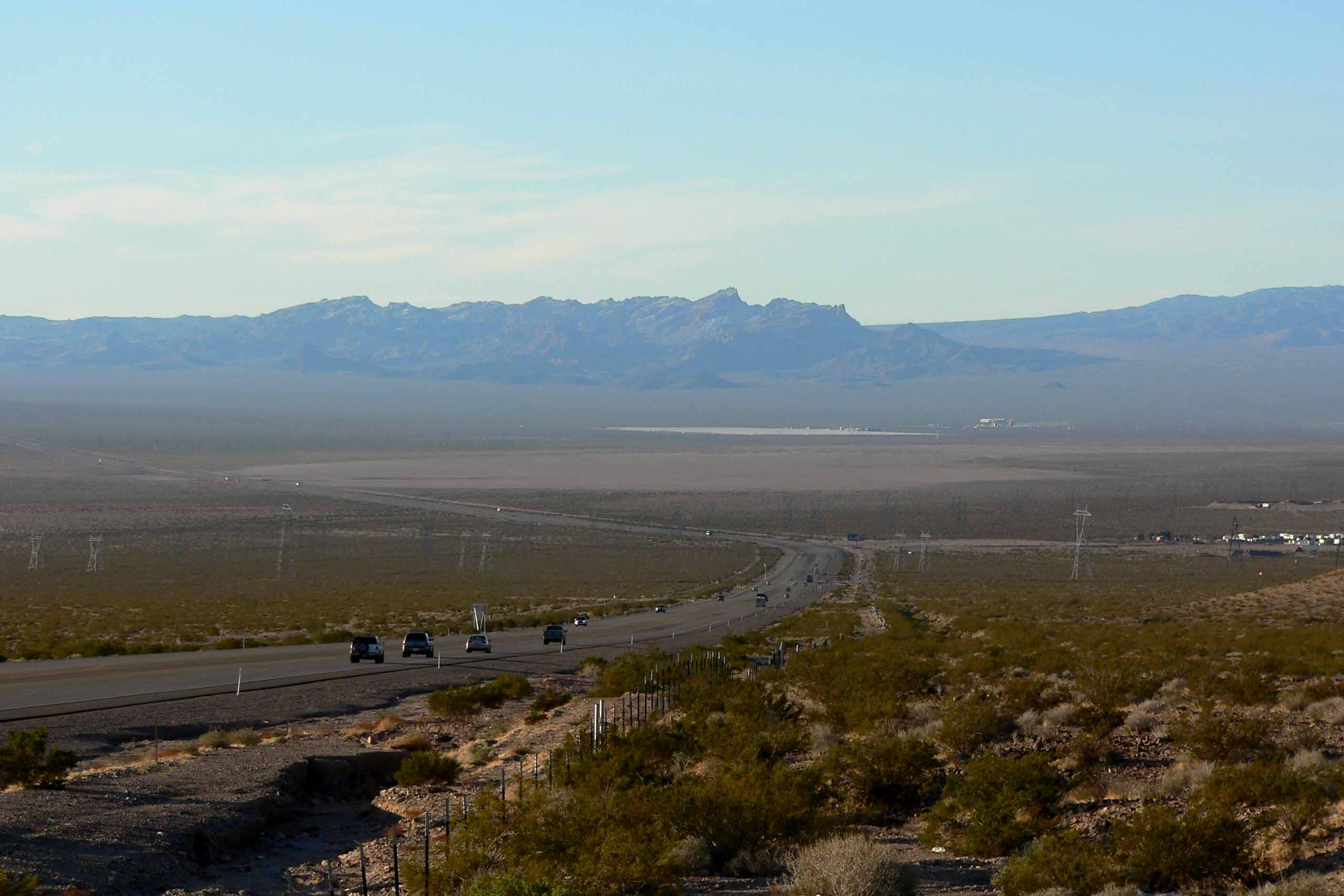
Blick über das Eldorado Valley

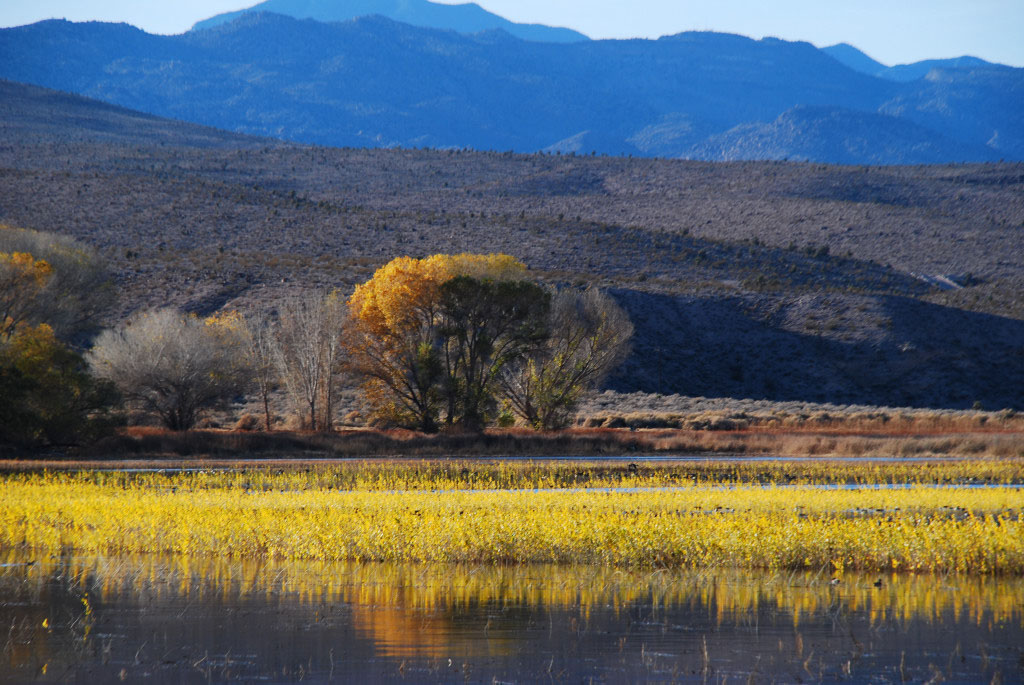
Pahranagat National Wildlife Reserve

Nevada ist geographisch geprägt von Wüsten bzw. Wüstensteppe im trockenheißen Süden und Westen sowie von breiten, nord-südlich ausgerichteten Längstälern in der Mitte und im Norden. Der Nordwesten kann als quasi-alpines Vorgebirgsland zur Sierra Nevada bezeichnet werden. Sagebrush-Sträucher (Wüsten-Beifuß Artemisia tridentata) bedecken weite Teile des Steppenbodens, während Pinien- und Virginische Wacholder-Bäume vor allem im gebirgigen Norden und Osten verbreitet sind.
Der größte Teil Nevadas liegt im spärlich besiedelten Großen Becken.

### Geologie
Nevada besitzt neben Südafrika und Australien die reichsten Goldvorkommen der Welt. Daneben gibt es in Nevada auch beträchtliche Silbervorräte, denen es seinen Beinamen „The Silver State“ (der „Silber-Staat“) verdankt.

### Klima
In Nevada herrscht ein trockenes Wüstenklima. Die Winter sind je nach Höhenlage relativ mild (um 10 °C), die Nächte sind jedoch meist mit Frost verbunden (−8 °C in Reno). Im Sommer ist es dagegen mit Temperaturen jenseits der 30-°C-Marke sehr heiß. Dazu kommt noch eine extreme Trockenheit, was zur Folge hat, dass es nachts teilweise um 20 bis 25 Grad kälter wird. Es fallen etwa 100–200 mm Niederschläge pro Jahr, im Winter teilweise als Schnee.

## Geschichte
Das Gebiet des heutigen Nevadas war ein Teil des Territoriums Oberkalifornien, welches dem Vizekönigreich Neuspanien beziehungsweise nach der Unabhängigkeit Mexiko zugehörig war. Mexiko trat 1848 im Vertrag von Guadalupe Hidalgo als Folge des Mexikanisch-Amerikanischen Krieges das Gebiet an die USA ab. 1850 wurde durch den Kongress das Utah-Territorium errichtet, das damals die heutigen Staaten Utah, Colorado und Nevada umfasste. 1859 wurde die Comstock Lode, ein reichhaltiges Silber- und Goldvorkommen, entdeckt und Virginia City gegründet. Mit dieser Entdeckung strömten immer mehr Menschen in die Region: Goldsucher, Prospektoren, Händler und andere, die ihr Glück suchten.
Am 2. März 1861 wurde der westliche Teil des Utah-Territoriums als Nevada-Territorium von diesem abgetrennt. Damit sollte der Einfluss der Mormonenkirche geschwächt und der Druck auf die Polygamisten erhöht werden; die Polygamie war damals bei den Mormonen Standard. Am 31. Oktober 1864 trat Nevada schließlich als 36. Staat den USA bei.
1866 vergrößerte sich der Staat Nevada um einen weiteren Teile des Utah-Territoriums. Am 18. Januar 1867 wurde der Teil westlich des Colorado Rivers des Pah-Ute County des Arizona-Territoriums angegliedert, also das heutige Gebiet südlich des 37. Breitengrades, welches heute größtenteils das Clark County bildet.
Während der Weltwirtschaftskrise erlaubte Nevada am 17. März 1931 das Glücksspiel, um das Wirtschaftswachstum zu fördern. Neben dem Glücksspiel ist in Nevada traditionell auch – als einzigem Bundesstaat der USA – die Prostitution in einigen Bezirken des Bundesstaates legal; jedoch ausdrücklich nicht in Clark County samt dessen Hauptstadt Las Vegas.
Die Abgelegenheit Nevadas war eine Voraussetzung für den Bau großflächiger, geheimer Armee-Stützpunkte im Zweiten Weltkrieg. Las Vegas Army Air Field und Tonopah AAF wurden durch die United States Army Air Forces 1942 gebaut. Senator Pat McCarran setzte sich erfolgreich dafür ein, im Umfeld von Las Vegas militärische Einrichtungen zu bauen. Die Las Vegas Army Gunnery School, die Basic Magnesium Plant, Nellis Air Force Base und weitere Einrichtungen führten zu Wirtschaftswachstum.
Atombombentests begannen auf dem Nevada Proving Ground (seit 2010 Nevada National Security Site) in der Nellis Range im Jahre 1951. Insgesamt wurden mehr als 1000 nukleare Explosionen durchgeführt. Dort wurden während des Kalten Krieges die meisten ober- und unterirdischen amerikanischen Atombomben getestet; es ist neben dem ehemaligen sowjetischen Atomwaffentestgelände Semipalatinsk nahe Kurtschatow bei Semei im Osten des heutigen Kasachstan das größte entsprechende Testgelände der Welt. Daneben gibt es im Bundesstaat auch noch Anlagen zur Erprobung geheimer militärischer Flugkörper, so etwa die legendenumwobene Area 51.
Zu den wichtigsten Indianern Nevadas zählen die Paiute im Westen und Süden und die Western Shoshone im Norden und Osten des Bundesstaates. Trotz einer anfänglichen vertraglichen Respektierung territorialer indianischer Souveränität (z. B. im „Vertrag von Ruby Valley“ von 1863 zwischen den USA und den Häuptlingen der Western Shoshone) haben der parallel stattfindende politische Aufbau Nevadas, seine Eingliederung in die Vereinigten Staaten seit den 1860er Jahren und die massive Diskriminierung indianischer Rechte bis in die jüngste Zeit hinein zu Spannungen und Konflikten zwischen Bundesbehörden und indianischen Ureinwohnern geführt. Am bekanntesten wurden bei der Verteidigung indianischer Rechte die beiden Western-Shoshone-Rancherinnen und Trägerinnen des Alternativen Nobelpreises (1993) Mary und Carrie Dann aus Crescent Valley.

## Bevölkerung

### Einwohnerzahlen

#### Demografie

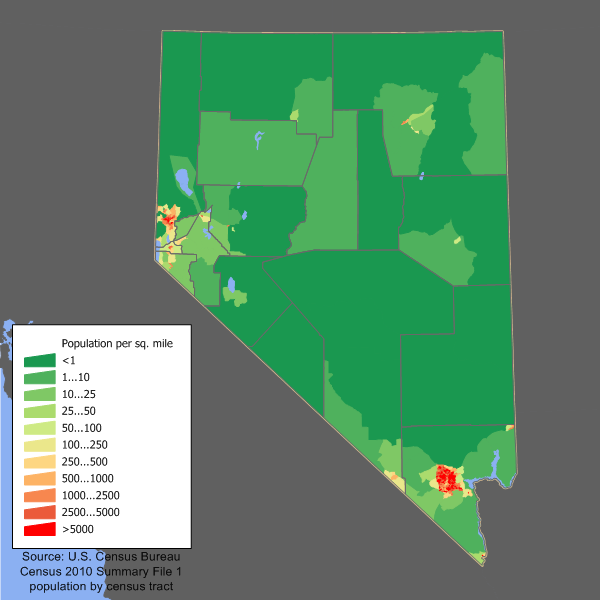
Bevölkerungsdichte

Nevada wurde 2016 zu einem Majority-Minority-Staat, d. h., weiße Nichthispanics verloren ihre absolute Bevölkerungsmehrheit.
Nevada hatte laut Volkszählung 2010 2.700.551 Einwohner, davon waren 66,2 % Weiße, 8,1 % Afroamerikaner, 7,2 % Asiatische Amerikaner (darunter 3,6 % Philippiner), 1,2 % Indianer Nordamerikas, 0,6 % Hawaiianer oder Pazifische Insulaner und 12 % sonstige. 4,7 % stammten aus zwei oder mehr der genannten Gruppen. 26,5 % der Gesamtbevölkerung bezeichneten sich als Hispanics oder Latinos.
Nevada ist der US-Bundesstaat mit der höchsten Wachstumsrate. Zwischen 2000 und 2003 wuchs die Bevölkerung von Nevada um 12,2 %, während die Bevölkerung der gesamten USA nur um 3,3 % zunahm. Zwischen 1990 und 2000 wuchs die Bevölkerung von Nevada um 66,3 %, während die Bevölkerung der gesamten USA nur um 13,1 % zunahm.
Mehr als zwei Drittel der Bevölkerung von Nevada wohnt in der schnell wachsenden Metropolregion Las Vegas. Bei der Neuverteilung der Sitze des Repräsentantenhauses, die alle zehn Jahre aufgrund der Bevölkerungszahl stattfindet, gewann Nevada 2010 einen vierten Sitz im US-Kongress hinzu.

#### Größte Städte

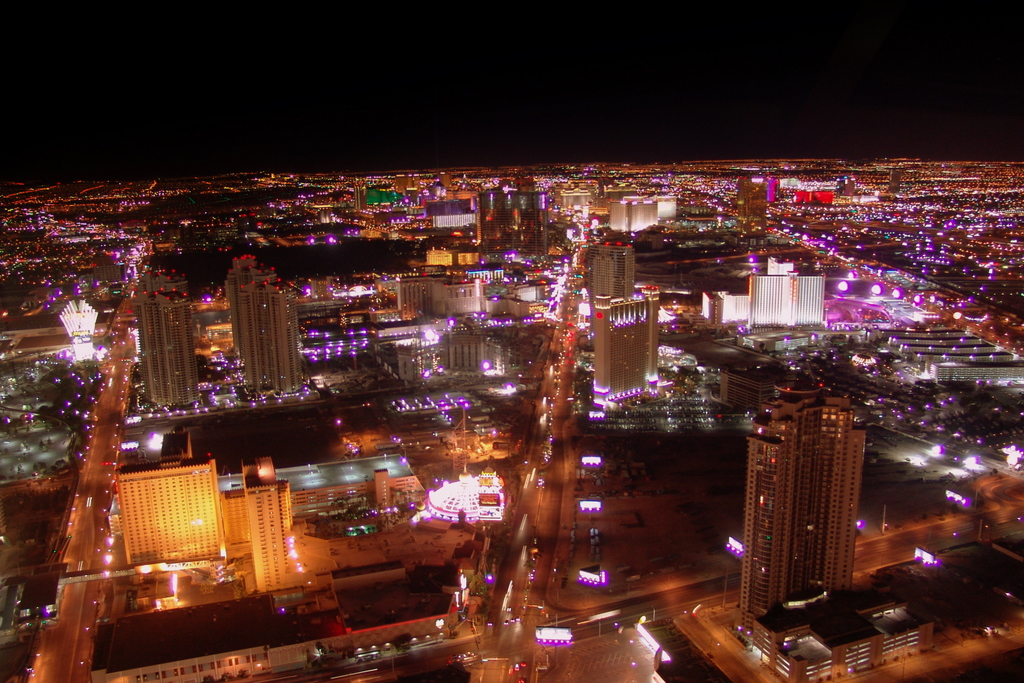
Las Vegas bei Nacht

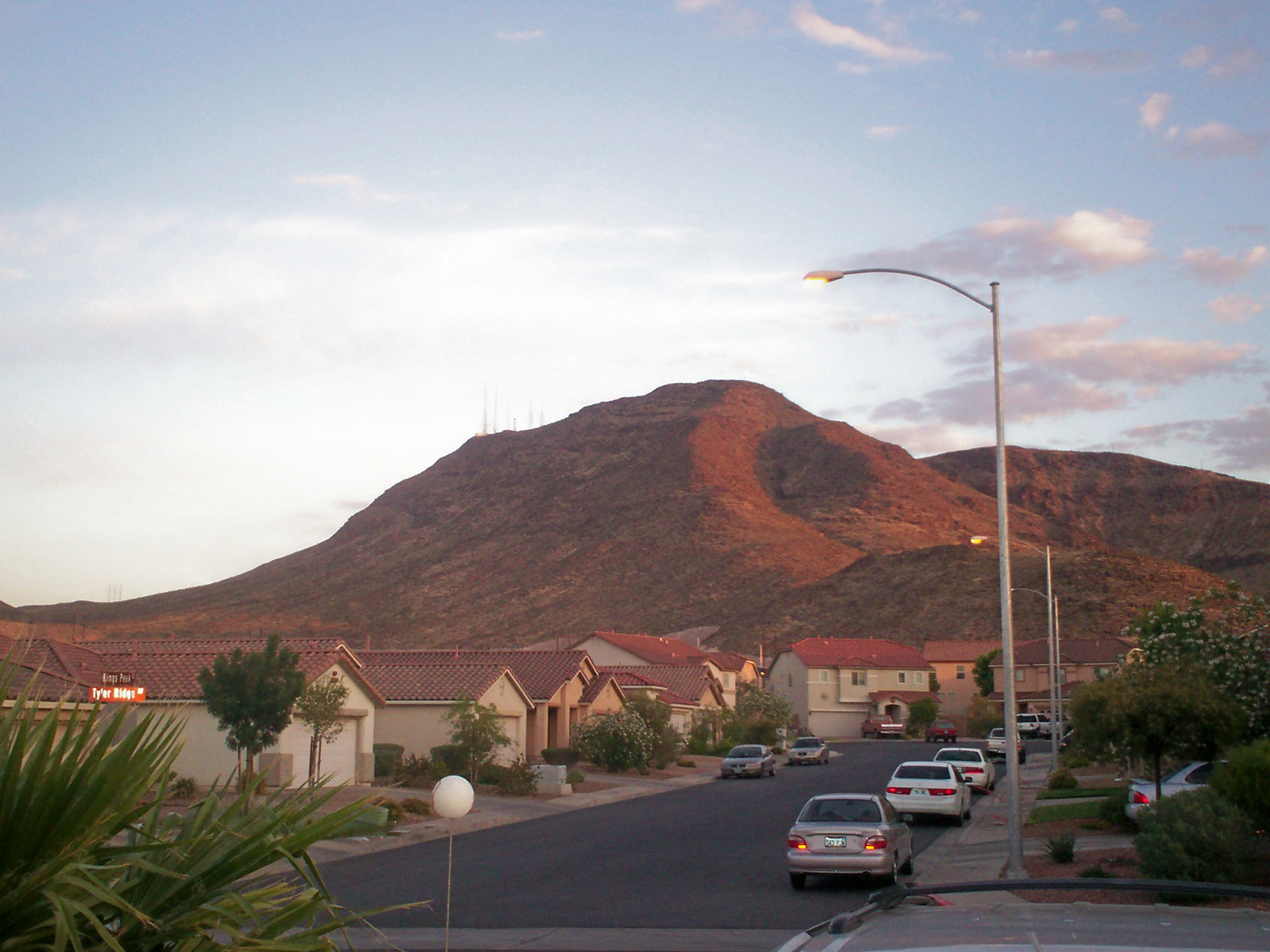
Henderson

| Ort                 |                 |  |         | Einwohner |
| Las Vegas           | Las Vegas       |  | 641.903 | 641.903   |
| Henderson           | Henderson       |  | 317.610 | 317.610   |
| Reno                | Reno            |  | 264.165 | 264.165   |
| North Las Vegas     | North Las Vegas |  | 262.527 | 262.527   |
| Enterprise          | Enterprise      |  | 221.831 | 221.831   |
| Spring Valley       | Spring Valley   |  | 215.597 | 215.597   |
| Sunrise Manor       | Sunrise Manor   |  | 205.618 | 205.618   |
| Paradise            | Paradise        |  | 191.238 | 191.238   |
| Sparks              | Sparks          |  | 108.445 | 108.445   |
| Carson City         | Carson City     |  | 58.639  | 58.639    |
| Quelle: Census 2020 |                 |  |         |           |

#### Größte gemeindefreie Orte
Die größten gemeindefreien Orte in Nevada (sogenannte unincorporated areas, welche nicht den Status einer Stadt besitzen) sind:
| Ort                  | County  | Einwohner (Stand: Zensus 2000) |
| -------------------- | ------- | ------------------------------ |
| Enterprise           | Clark   | 14.676                         |
| Gardnerville Ranchos | Douglas | 11.054                         |
| Pahrump              | Nye     | 24.631                         |
| Paradise             | Clark   | 186.070                        |
| Spring Creek         | Elko    | 10.548                         |
| Spring Valley        | Clark   | 117.390                        |
| Sunrise Manor        | Clark   | 205.618                        |
| Sun Valley           | Washoe  | 19.461                         |
| Whitney              | Clark   | 18.273                         |
| Winchester           | Clark   | 26.958                         |

### Religionen
Die mitgliederstärksten Religionsgemeinschaften im Jahre 2000 waren die Katholische Kirche mit 331.844, die Kirche Jesu Christi der Heiligen der Letzten Tage (Mormonen) mit 116.925 und die Southern Baptist Convention mit 40.233 Anhängern. Jüdischen Gemeinden gehörten 77.100 Mitglieder an.

## Politik

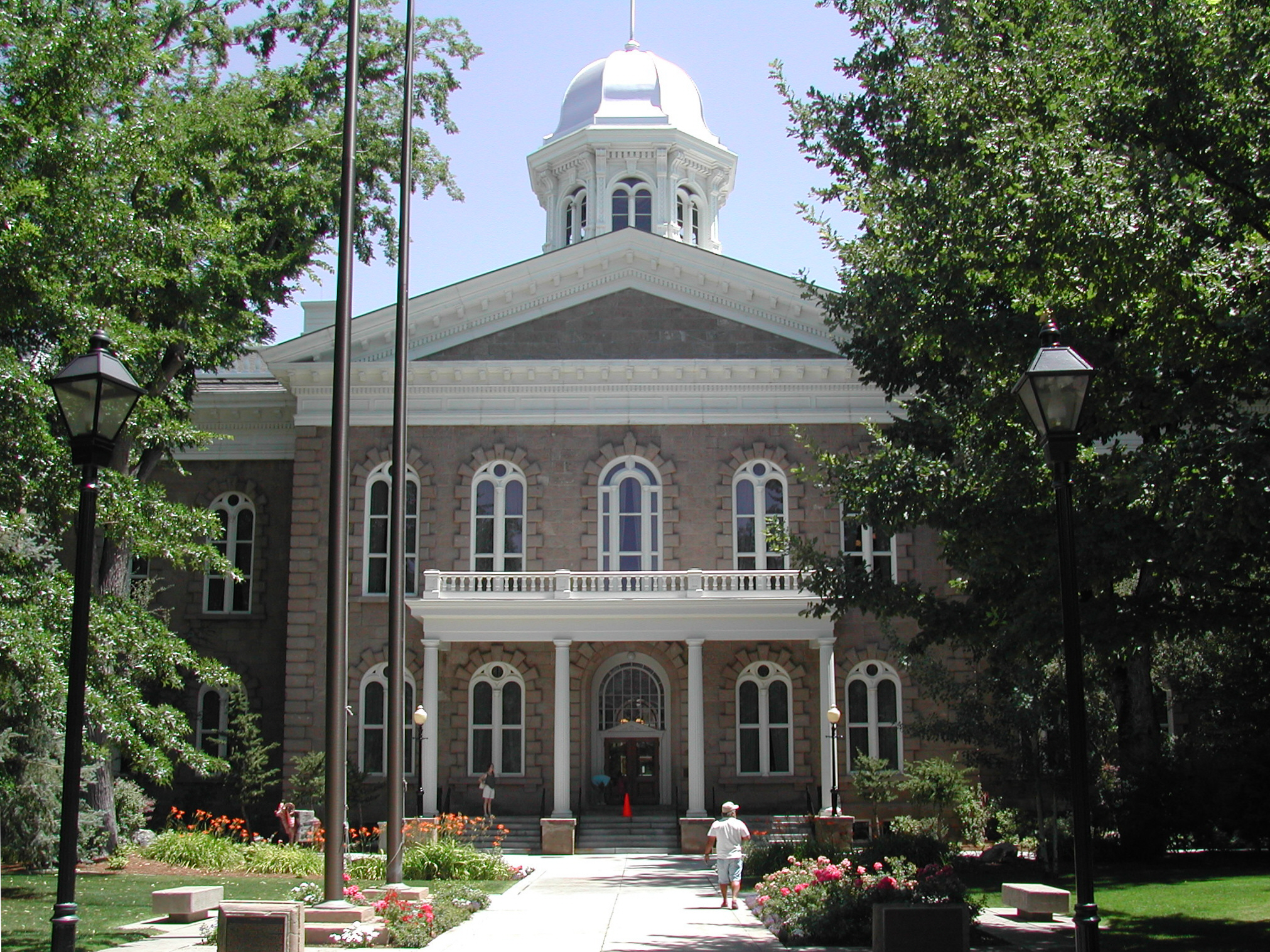
Kapitol des Bundesstaats in Carson City

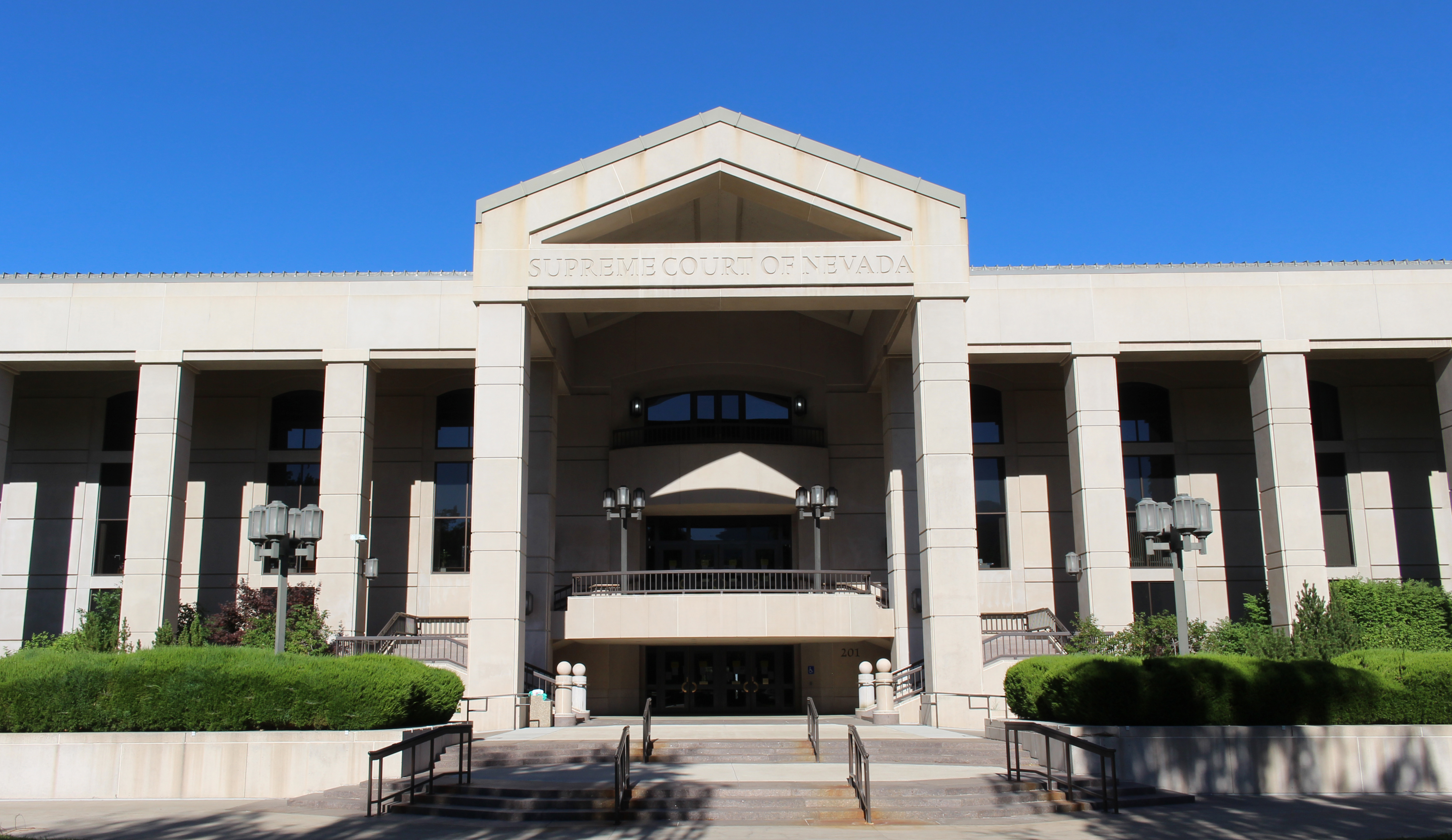
Oberster Gerichtshof von Nevada in Carson City

Nevadas Hauptstadt ist Carson City.

### Politische Landschaft
Politisch prägen den Staat die Gegensätze dreier Interessengruppen: Der von Vieh- und Holzwirtschaft geprägte Nordwesten (Reno, Carson City, Sierra Nevada) zum Ersten, zum Zweiten die Mitte und der Norden, dessen Rückgrat die Weidewirtschaft und riesige Goldminen bilden. Durch das starke Wachstum des Clark County seit Mitte der 1980er Jahre mit Las Vegas im Süden, das mittlerweile mehr als die Hälfte aller Einwohner Nevadas beheimatet, hat sich ein drittes Lager mit besonders vielen Spannungen den anderen beiden Landesteilen gegenüber entwickelt. Vor allem der riesige Wasserbedarf der Spieler- und Touristenmetropole trägt zum Unmut der Vieh- und Weidewirtschaft des Nordens bei, der schon seit mehr als einem Jahrzehnt unter anhaltender Dürre leidet.
Nevada gilt bis heute als Swing State, mit dem liberalen und rapide wachsenden Las Vegas im Clark County, das den ländlich-konservativen Rest des Staates weitgehend aufwog, sodass das Washoe County im Westen mit Reno häufig wahlentscheidend war. Bei den vier Präsidentschaftswahlen von 2008 bis 2020 wählte Nevada durchgehend für einen demokratischen Präsidentschaftskandidaten und ebenfalls demokratischer als der nationale Schnitt. Dies änderte sich jedoch wieder mit der Präsidentschaftswahl 2024, wo die demokratische Kandidatin Kamala Harris dem republikanischen Gegner Donald Trump unterlag. Hinzuzufügen ist zudem, dass in Nevada meist alle Kandidaten vergleichsweise knapp gewannen, weshalb der Staat seit geraumer Zeit als Swing State eingeordnet wird.
Der langjährige US-Senator Harry Reid baute seit Mitte der 2000er Jahre eine mächtige politische Maschinerie im Staat auf. Diese brachte die Demokraten bei der durch etwa 29 Prozent Latinos strukturell demokratisch geneigten Wählerschaft in eine zunehmend dominante Rolle. So gewannen sie bei den Wahlen in den Vereinigten Staaten 2018 drei der vier Kongresswahlbezirke. Der zur Wiederwahl stehende republikanische Senator Dean Heller wurde deutlich von der Demokratin Jacky Rosen geschlagen. Als Gouverneur wurde erstmals seit zwei Jahrzehnten mit Steve Sisolak ein Demokrat gewählt. Die demokratischen Mehrheiten in der State Legislature wurden ausgebaut. Reid hatte eine permanente Infrastruktur aus bezahlten Parteimitarbeitern auch außerhalb von Wahljahren aufgebaut. Er lenkte die Aufmerksamkeit und Ressourcen auf Nevada, indem er den dortigen Caucus in der Präsidentschaftsvorwahl auf einen frühen Termin im Wahljahr verlegte. Zudem baute er ein dichtes Netzwerk von Aktivisten auf durch die Förderung von Organisationen, die sich für Einwanderer und Umweltfragen einsetzen, und die mit den mächtigen Gewerkschaften in Las Vegas an der Mobilisierung von Wählern arbeiten. Die Struktur der Arbeitsplätze im Servicebereich gibt den Gewerkschaften – die Casinomitarbeiter sind in der Culinary Union organisiert – eine besonders wichtige Rolle, sorgt aber auch dafür, dass diese diversifizierte und volatile Bevölkerungsgruppe durch kostspielige ständige Neuregistrierung und Aufforderung zur Wahl immer wieder neu mobilisiert werden muss.
2022 wurde mit Joe Lombardo wieder ein Republikaner mit sehr knappem Vorsprung von 15.000 Stimmen zum Gouverneur gewählt. Er trat sein Amt am 2. Januar 2023 an.
Bei den Präsidentschaftswahlen gilt Nevada nach wie vor als Swing State.
| Jahr | Demokraten      | Republikaner    |
| ---- | --------------- | --------------- |
| 2024 | 47,49 % 705.197 | 50,59 % 751.205 |
| 2020 | 50,06 % 703.486 | 47,67 % 669.890 |
| 2016 | 47,92 % 539.260 | 45,50 % 512.058 |
| 2012 | 52,36 % 531.373 | 45,68 % 463.567 |
| 2008 | 55,15 % 533.736 | 42,65 % 412.827 |
| 2004 | 47,88 % 397.190 | 50,47 % 418.690 |
| 2000 | 45,94 % 279.978 | 49,49 % 301.575 |
| 1996 | 45,60 % 203.388 | 44,55 % 198.775 |
| 1992 | 37,41 % 189.148 | 34,71 % 175.828 |
| 1988 | 37,92 % 132.738 | 58,86 % 206.040 |
| 1984 | 31,97 % 091.655 | 65,85 % 188.770 |
| 1980 | 26,89 % 066.666 | 62,54 % 155.017 |
| 1976 | 45,81 % 092.479 | 50,17 % 101.273 |
| 1972 | 36,32 % 066.016 | 63,68 % 115.750 |
| 1968 | 39,29 % 060.598 | 47,46 % 073.188 |
| 1964 | 58,58 % 079.339 | 41,42 % 056.094 |
| 1960 | 51,16 % 054.880 | 48,84 % 052.387 |

### Staatsregierung
- Liste der Gouverneure von Nevada
- Liste der Vizegouverneure von Nevada

### Kongress
- Liste der US-Senatoren aus Nevada
- Liste der Mitglieder des US-Repräsentantenhauses aus Nevada

### Mitglieder im 119. Kongress
|  | Name                           | Mitglied seit    | Parteizugehörigkeit |
|  | ------------------------------ | ---------------- | ------------------- |
|  | Alice Constandina „Dina“ Titus | 2013             | Demokrat            |
|  | Mark Eugene Amodei             | 2011             | Republikaner        |
|  | Suzanne „Susi“ Marie Lee       | 2013             | Demokrat            |
|  | Steven Alexander Horsford      | (2013–2015) 2019 | Demokrat            |

|  | Name                         | Mitglied seit | Parteizugehörigkeit |
|  | ---------------------------- | ------------- | ------------------- |
|  | Jacklyn „Jacky“ Rosen        | 2019          | Demokrat            |
|  | Catherine Marie Cortez Masto | 2017          | Demokrat            |

### Politische Themen

#### Todesstrafe
Nevada hat die Todesstrafe für Mord. Von den seit ihrer Wiedereinführung 12 hingerichteten Personen verzichteten 11 auf Rechtsmittel und wollten ihre Vollstreckung. Die letzte Hinrichtung fand 2006 statt, die einzige bisher unfreiwillige (Richard Allen Moran) im Jahre 1996 (Stand: Anfang 2025).

#### Nukleares Endlager in den Yucca Mountains
Seit Ende der 1980er Jahre wird in Nevada kontrovers die Möglichkeit diskutiert, eines Tages das nukleare Endlager für die USA in den Yucca Mountains beherbergen zu müssen. Das Felsmassiv liegt auf dem Gebiet der „Nevada Test Site“ und wird von den Western-Shoshone-Indianern als Teil des ihnen 1863 im „Vertrag von Ruby Valley“ zugesicherten Territoriums betrachtet. In der Frage des Widerstands gegen Yucca Mountain als nuklearem Abfalllager steht die Landesregierung Nevadas mit den Indianervölkern und den meisten Einwohnern des Bundesstaates in einer Ablehnungsfront.

#### Legalisierung von Marihuana
Im November 2016 entschied sich die Mehrheit der Bevölkerung in einer Volksabstimmung für die Legalisierung von Verkauf und Besitz von Marihuana in kleinen Mengen für Erwachsene über 21 Jahren.

## Kultur und Sehenswürdigkeiten

### Veranstaltungen
- Burning Man
- Elko Cowboy Poetry Festival

### Bauwerke
Geisterstädte und Wüstungen
- Belmont
- Rhyolite
- Cherry Creek
- Goldpoint
- Tuscarora
- Ruth (Nevada)
- Goldfield

### Nationalparks
| Nationalpark                                                                            | Lage                                                     | Ansicht |
| --------------------------------------------------------------------------------------- | -------------------------------------------------------- | ------- |
| Great-Basin-Nationalpark - Nevada - 79.944 Besucher (2004) - gegründet 27. Oktober 1987 | Great-Basin-Nationalpark · Karte der Vereinigten Staaten |         |

Der Great-Basin-Nationalpark ist der einzige Nationalpark, der sich vollständig in Nevada befindet. Darüber hinaus hat Nevada Anteil am Death-Valley-Nationalpark an der Grenze zu Kalifornien. An der Grenze zu Arizona liegt das Lake Mead National Recreation Area. Weiterhin besitzt der Bundesstaat 26 State Parks

## Wirtschaft und Infrastruktur

### Wirtschaft
Das reale Bruttoinlandsprodukt pro Kopf (engl. per capita real GDP) lag im Jahre 2016 bei 50.161 USD (nationaler Durchschnitt der 50 US-Bundesstaaten: 57.118 USD; nationaler Rangplatz: 33). Die Arbeitslosenrate lag im November 2017 bei 5,0 % (Landesdurchschnitt: 4,1 %).
Wichtigster Wirtschaftsfaktor Nevadas ist der Tourismus wegen der liberalen Glücksspielgesetze und wegen der guten Wintersportmöglichkeiten.
Von Bedeutung sind die Viehwirtschaft und der Bergbau (Kupfer, Gold, Quecksilber).

### Bildung
Die wichtigsten staatlichen Universitäten sind die University of Nevada in Las Vegas und die University of Nevada in Reno.

### Verkehr
Straßenverkehr:
Die wichtigsten Verkehrsachsen Nevadas sind die Interstate 15, die von Südkalifornien kommend den Großraum Las Vegas durchquert und weiter nach Arizona bzw. Utah führt. In der nördlichen Hälfte des Bundesstaates wird Nevada von der Interstate 80 durchquert, die von San Francisco und Sacramento in Kalifornien kommend zunächst durch Reno verläuft und anschließend größtenteils dem Humboldt River quer durch Nevada bis nach Utah folgt und auf diesem Abschnitt den Hauptsiedlungskorridor in einer ansonsten fast menschenleeren Gegend bildet, unter anderem mit den Städten Winnemucca und Elko. Weitere wichtige Straßen sind der US Highway 93, der von Las Vegas in nördlicher Richtung bis nach Idaho führt, sowie die West-Ost-Verbindung US-50 zwischen Carson City und der Grenze zu Utah.
Nevada war zusammen mit Montana einer von zwei US-Bundesstaaten, in denen es vor 1974 keine Geschwindigkeitsbegrenzung auf einigen Highways in dünn besiedelten Gebieten gab. Die heutigen Geschwindigkeitsbegrenzungen liegen außerhalb der Städte meistens bei 75–80 Meilen pro Stunde.
Schienenverkehr: Nevada wird von drei Hauptstrecken der Union Pacific Railroad durchquert. Im Norden verläuft die transkontinentale Bahnstrecke, die von der Central Pacific Railroad errichtet wurde. Sie liegt parallel zur Strecke früheren Western Pacific Railroad. Im Süden verläuft die Strecke von Salt Lake City nach Los Angeles.